# Einár
Nils Kurt Erik Einar Grönberg, conosciuto come Einár (Stoccolma, 5 settembre 2002 – Stoccolma, 21 ottobre 2021), è stato un rapper svedese.

## Biografia
Cresciuto a Stoccolma, si fece conoscere con l'ausilio dei propri canali social nel 2018, anno in cui fu pubblicata la hit Katten i trakten, numero uno nella Sverigetopplistan e certificata triplo platino dalla IFPI Sverige con oltre 240 000 unità di vendita. Si trattava del singolo apripista del primo album in studio Första klass, che conquistò la vetta della classifica nazionale e che fu il 3º disco più venduto in Svezia nel corso del 2019. La popolarità riscontrata dal progetto e dal primo EP Nummer 1 permise al rapper di trionfare in due categorie su quattro nomination ai Grammis, il principale riconoscimento dell'industria musicale svedese.
Nel 2020 iniziò a lavorare per la divisione svedese della Sony Music, rendendo disponibile l'album Welcome to Sweden, che esordì in 2ª posizione nella classifica nazionale. Nello stesso anno è stata messa in commercio la sua terza pubblicazione numero uno nella classifica dei dischi Unge med extra energi. Il ramo svedese della International Federation of the Phonographic Industry gli fece conferire ulteriori nove dischi d'oro e ventotto di platino, corrispondenti a oltre 2 600 000 unità di vendita certificate complessive.
L'anno successivo fu selezionato come artista d'apertura delle tappe svedesi del Poster Girl Tour di Zara Larsson.
Sempre nel 2020 Einár venne sequestrato dal rapper rivale Yasin e da altri membri della banda criminale chiamata Vårbynätverket. La sua liberazione avvenne dopo diverse ore: Yasin fu successivamente condannato a 10 mesi di carcere per il rapimento. Da quel momento Einár visse sotto minacce di morte, vedendosi così costretto a proteggere l'identità.
Einár è morto in una sparatoria la sera del 21 ottobre 2021, ad Hammarby Sjöstad.

## Discografia

### Album in studio
- 2019 – Första klass
- 2020 – Welcome to Sweden
- 2020 – Unge med extra energi

### EP
- 2019 – Nummer 1
- 2022 – Einár

### Singoli
- 2018 – Duckar popo
- 2019 – Katten i trakten
- 2019 – Fusk (feat. K27)
- 2019 – Rör mig
- 2019 – Nu vi skiner
- 2019 – Tänker på mig (con Danny Saucedo)
- 2019 – Härifrån (con Dizzy)
- 2019 – Skrrt (con K27)
- 2019 – Drip 2 Hard
- 2019 – Sema7ni (con Jelassi)
- 2019 – Tesla (con Macky)
- 2019 – Inlåst (con Sebastian Stakset)
- 2020 – Frank Lucas
- 2020 – Ungen (con Stress)
- 2020 – Rymden och tillbaka
- 2020 – Hell Ye (con Abidaz e Haval)
- 2020 – Automat (con Adel)
- 2020 – Hundra (con Adel)
- 2020 – Show (con Adel)
- 2020 – Ingen lek (con Thrife e Dree Low)
- 2020 – Tills vidare (con Sebastian Stakset)
- 2020 – Helt ärligt (con Sebastian Stakset)
- 2020 – Pop Smoke (con 5iftyy e Moewgli)
- 2020 – Luren skakar (con 5iftyy e Moewgli)
- 2020 – Feelings (feat. Sami)
- 2021 – Sätter dom på plats
- 2021 – 9 månader (feat. Dani M)
- 2021 – Trendsetter (con 23)
- 2021 – Haparanda
- 2021 – Chiquita (con 5iftyy)
- 2021 – Dansa (con Adaam)
- 2021 – Fast här i trakten (con VC Barre e Trobi)
- 2022 – Din låt (con Victor Leksell)
- 2022 – Day One
- 2023 – Du & jag
- 2023 – Vill va med dig
- 2023 – Standard (con A36)
- 2023 – Dans från dig (feat. Sara Kurt)